# Robertson Davies
William Robertson Davies, född 28 augusti 1913 i Thamesville, död 2 december 1995 i Orangeville, var en kanadensisk författare. Han har bland annat skrivit Deptfordtrilogin och Medicinmannen.

## Biografi
Davies var son till kanadensiske senatorn William Rupert Davies och dennes hustru Florence. Han hade två äldre bröder, Fred och Arthur. Davies studerade litteratur i Toronto och Oxford. Han arbetade ett tag som skådespelare och dramaturg vid Old Vic i London där han lärde känna sin blivande hustru Brenda Mathews Newbold; de gifte sig 1940. Han har även varit kulturredaktör och kolumnist i tidningen The Peterborough Examiner (1942–1965). 1936–1981 var han professor i engelsk litteratur vid universitet i Toronto och 1980 blev han som första kanadensare invald som hedersmedlem i American Academy and Institute of Arts and Letters.